# Коротояцький повіт
Коротояцький повіт — історична адміністративно-територіальна одиниця в складі Воронезького намісництво й Воронезької губернії, що існувала у 1779–1923 роках. Повітове місто — Коротояк.

## Географічне положення
Повіт розташовувався в історичній області Слобідська Україна, на заході Воронезької губернії.
Площа повіту в 1897 році становила 3268,1 верст² (3 719 км²).

## Населення
За даними перепису 1897 року в повіті мешкало 157 189 осіб (77 574 чоловіки та 79 615 — жінок). За національним складом: росіяни — 83,8%, українці — 16,1%. У повітовому місті Коротояк мешкало 9355 осіб.

## Історія
Повіт утворено 1779 року у складі Воронезького намісництва. 1796 року намісництво перетворено на Воронезьку губернію.
4 січня 1923 повіт скасовано, територія розподілена між Воронезьким і Острогозьким повітами.

## Адміністративний поділ
На 1913 рік повіт поділявся на 14 волостей:
| - Борщевська, - Готовська , - Колбинська, - Коротояцька, - Красенська, | - Ліво-Розсошанська, - Ново-Уколовська, - Ново-Хворостянська, - Оськінська, - Расховецька, | - Репєвська , - Старо-Безгинська, - Тресоруковська, - Уривська, |